# 2005 en Russie
Cet article présente les faits marquants de l'année 2005 en Russie.

## Évènements
- 24 janvier : le président ukrainien Viktor Iouchtchenko a effectué sa première visite à l'étranger en tant que chef d'État à Moscou auprès du président russe Vladimir Poutine. Elle fait suite au difficile dénouement de l'élection présidentielle en Ukraine où la Russie soutenait l'ancien premier ministre Viktor Ianoukovytch.
- 27 janvier, République de Kabardino-Balkarie : après deux jours d'intervention des forces fédérales (liées au ministère fédéral de l'Intérieur et au FSB), elles ont pris d'assaut une maison de la ville de Naltchik où huit rebelles armés s'étaient retranchés. Sept d'entre eux ont été tués, dont leur chef Mouslim Ataïev. Le Caucase du Nord connaît plusieurs de ces opérations contre des groupes de rebelles musulmans depuis les affrontements de Nazran (Ossétie du Nord, 90 morts) en juin et la prise d'otages d'une école à Beslan (plus de 350 morts).